# Aukščiausioji lyga 1979
L'edizione 1979 dell'Aukščiausioji lyga fu la trentacinquesima come campionato della Repubblica Socialista Sovietica Lituana; il campionato fu vinto dall'Atmosfera Mažeikiai, giunto al suo 2º titolo.

## Formula
Fu confermata la formula a girone unico, ma il numero di squadre salì da 16 a 17, con la retrocessa Sūduva sostituita dalle neopromosse Aušra Vilnius ed Utenis Utena.
Le 17 formazioni si incontrarono in gironi di andata e ritorno, per un totale di 32 incontri per squadra. Le squadre classificate agli ultimi due posti retrocessero.

## Classifica finale
|                        | Pos. | Squadra                | Pt | G  | V  | N  | P  | GF | GS | DR  |
| ---------------------- | ---- | ---------------------- | -- | -- | -- | -- | -- | -- | -- | --- |
| RSS Lituana (bandiera) | 1.   | Atmosfera Mažeikiai    | 50 | 32 | 22 | 6  | 4  | 46 | 15 | +31 |
|                        | 2.   | Kelininkas Kaunas      | 49 | 32 | 20 | 9  | 3  | 74 | 35 | +39 |
|                        | 3.   | Nevėžis                | 40 | 32 | 15 | 10 | 7  | 49 | 28 | +21 |
|                        | 4.   | Tauras Šiauliai        | 38 | 32 | 15 | 8  | 9  | 47 | 32 | +15 |
|                        | 5.   | Statybininkas Šiauliai | 37 | 32 | 13 | 11 | 8  | 37 | 23 | +14 |
|                        | 6.   | Atletas Kaunas         | 35 | 32 | 11 | 13 | 8  | 33 | 28 | +5  |
|                        | 7.   | Dainava Alytus         | 34 | 32 | 12 | 10 | 10 | 39 | 38 | +1  |
|                        | 8.   | Politechnika Kaunas    | 32 | 32 | 11 | 10 | 11 | 43 | 42 | +1  |
|                        | 9.   | Pažanga Vilnius        | 31 | 32 | 10 | 11 | 11 | 38 | 38 | +0  |
|                        | 10.  | Vienybė Ukmergė        | 31 | 32 | 10 | 11 | 11 | 30 | 34 | -4  |
|                        | 11.  | Granitas Klaipėda      | 27 | 32 | 9  | 9  | 14 | 43 | 43 | +0  |
|                        | 12.  | Utenis Utena           | 27 | 32 | 9  | 9  | 14 | 35 | 45 | -10 |
|                        | 13.  | Aušra Vilnius          | 27 | 32 | 9  | 9  | 14 | 22 | 33 | -11 |
|                        | 14.  | Banga Kaunas           | 27 | 32 | 9  | 9  | 14 | 29 | 46 | -17 |
|                        | 15.  | Ekranas                | 22 | 32 | 6  | 10 | 16 | 29 | 56 | -27 |
|                        | 16.  | Šviesa Vilnius         | 21 | 32 | 7  | 7  | 18 | 33 | 52 | -19 |
|                        | 17.  | Kooperatininkas Plungė | 16 | 32 | 5  | 6  | 21 | 30 | 69 | -39 |